# Espigão da Paulista
Espigão da Paulista ou Espigão Central constitui-se na área mais elevada do Centro Expandido da cidade de São Paulo. Recebe este nome pois a Avenida Paulista superpõe exatamente ao eixo principal dessa formação.

## Características
Segundo Aziz Ab'Saber é uma plataforma interfluvial, disposta em forma de uma irregular abóbada ravinada, cujos flancos (lados) descorrem para nordeste e sudoeste em patamares escalonados, até atingir as vastas calhas aluviais, de fundo achatado, por onde correm as águas do Tietê e Pinheiros. Ou seja, é o divisor de águas entre as bacias dos rios Tietê e Pinheiros. As águas desta área vertem ao norte para o rio Tietê e ao sul para o rio Pinheiros.
Estende-se por 13 quilômetros rumo ao sentido sudeste desde o distrito de Perdizes, Zona Oeste até o Jabaquara, Zona Sul. O bairro de Sumaré apresenta áreas mais altas da formação, localizadas acima dos 800 metros de altura em relação ao nível do mar. Estas são constituídas por sedimentos terciários.

## História

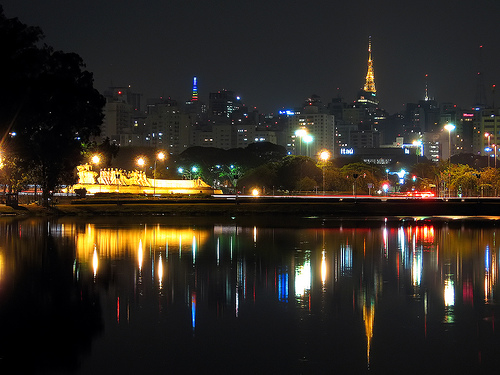
O espigão visto do Parque do Ibirapuera.

Na época da colonização a área era chamada pelos índios de alto do “Caaguaçu” (“mata grande”), devido a sua distância ao nível do mar. Historicamente essa área foi uma das mais desenvolvidas da metrópole e foi habitada pelas classes mais abastadas, formando os atuais bairros nobres: Morro dos Ingleses, Sumaré, Aclimação, Perdizes, Higienópolis, Jardim Paulista, Paraíso, Cerqueira César, dentre outros.
Devido à sua altitude o padre Roberto Landell de Moura realizou as primeiras transmissões de telegrafia e telefonia sem fio no país a partir do final do século XIX. Em uma delas, transmite a voz humana, em linha reta, da Avenida Paulista, onde hoje se situa o Museu de Arte de São Paulo, ao Alto de Santana, Zona Norte da cidade. A conexão, de aproximadamente 8 km de distância, que atravessou a cidade em 1899 foi a primeira transmissão da voz humana com registro da imprensa no Brasil.
Atualmente corresponde à área mais verticalizada da cidade, razão pela qual os elementos do relevo encontram-se mascarados pela quantidade de edifícios. Apresenta também a maior quantidade de antenas de transmissão de emissoras nacionais, localizadas principalmente no bairros de Sumaré, Higienópolis e na Avenida Paulista e arredores. Exemplos das torres: da Globo, Cultura, Bruxelas da Rede TV!, Victor Civita da Abril Radiodifusão, Cásper Líbero da TV Gazeta, Assis Chateaubriand do SBT, Grande Avenida da Rede Record, Renascer da Rede Gospel e a Maria Helena de Barros Saad, a maior da América Latina, de propriedade da Rede Bandeirantes.